# ماهیچه درون‌گردان گرد
ماهیچه درون‌گردان گِرد (انگلیسی: Pronator teres muscle) یک ماهیچه است که عمدتاً در ساعد قرار دارد و به همراه ماهیچه درون‌گردان چهارگوش، عمل درون‌گردانی ساعد را انجام می‌دهد، یعنی ساعد را می‌چرخاند تا کف دست رو به پایین یا رو به پشت قرار گیرد.
این ماهیچه دو سر دارد: سر بازویی که از اپی‌کوندیل میانی بازو و زردپی خم‌کننده مشترک منشأ می‌گیرد، و سر زند زیرینی که از زائده منقاری (کورونوئید) زند زیرین آغاز می‌شود. عصب مدین میان این دو سر عبور کرده و ماهیچه را عصب‌دهی می‌کند.
نشانگان ماهیچه درون‌گردان گرد است که در آن عصب مدین در محل عبور از میان دو سر ماهیچه تحت فشار قرار می‌گیرد و می‌تواند باعث درد ساعد، بی‌حسی و ضعف در محدوده عصب مدین شود. این عارضه از نشانگان تونل کارپال متمایز است زیرا محل و الگوی علائم متفاوت است.
این ماهیچه علاوه بر درون‌گردانی ساعد، در شرایط مقاومت شدید، به‌طور خفیف به خم‌کردن آرنج نیز کمک می‌کند.

## ساختمان
این ماهیچه دو سر دارد: سر بازویی و سر زند زیرینی.
- سر بازویی که بزرگ‌تر و سطحی‌تر است، از خط میان‌کوندیلی میانی بازو درست بالای اپی‌کوندیل میانی بازو و از زردپی خم‌کننده مشترک (که خود از اپی‌کوندیل میانی منشأ می‌گیرد) آغاز می‌شود.
- سر زند زیرینی (یا برجستگی زند زیرینی) یک رشته باریک است که از بخش میانی زائده منقاری زند زیرین منشأ گرفته و با زاویه تند به سر بازویی متصل می‌شود.

عصب مدین بین دو سر ماهیچه وارد ساعد می‌شود و توسط سر زند زیرینی از سرخرگ زند زیرین (شریان اولنار) جدا می‌گردد.
ماهیچه به صورت مایل از ساعد عبور کرده و به یک زردپی تخت ختم می‌شود که به بخش میانی سطح جانبی زند زبرین، درست پایین‌تر از محل اتصال ماهیچه برون‌گردان، متصل است.
لبه جانبی ماهیچه، مرز داخلی حفره مثلثی‌شکل حفره آرنج را تشکیل می‌دهد که در جلوی آرنج قرار دارد.

### عصب‌رسانی
این ماهیچه توسط عصب مدین و ریشه‌های عصبی C6 و C7 عصب‌گیری می‌شود.
برای تحریک ماهیچه، سیگنال از پیش‌مرکز مغز آغاز شده، از کپسول داخلی عبور می‌کند، از راه‌های هرمی در مغز میانی و پل می‌گذرد و به هرم‌های بصل‌النخاع می‌رسد. در آنجا راه هرمی تقاطع می‌کند و از راه هرمی جانبی به شاخ‌های شکمی C5 تا T1 می‌رسد، سپس از شبکه بازویی و شاخه عصب مدین عبور کرده و باعث انقباض ماهیچه می‌شود.

### تغییرات
گاهی سر زند زیرینی وجود ندارد. همچنین ممکن است رشته‌های اضافی از تیغه میان‌ماهیچه‌ای بازو، ماهیچه دوسر بازو یا ماهیچه بازویی دیده شود.

## کارکرد
ماهیچه درون‌گردان مدور، ساعد را درون‌می‌گرداند و دست را به سمت عقب می‌چرخاند. در صورتی که آرنج در زاویه راست باشد، کف دست رو به پایین قرار می‌گیرد. ماهیچه درون‌گردان چهارگوش نیز در این عمل کمک می‌کند.
همچنین به‌طور ضعیف، در خم کردن آرنج نیز مشارکت دارد، به‌ویژه زمانی که مقاومت شدید وجود دارد.

## اهمیت بالینی
سندرم ماهیچه درون‌گردان مدور یکی از علل درد مچ است و از نوع دردهای نوروژنیک محسوب می‌شود.
- در این بیماران بی‌حسی در قلمرو عصب مدین با حرکات تکراری درون‌گردانی/برون‌گردانی ساعد دیده می‌شود، نه با خم و باز شدن آرنج.
- خستگی زودهنگام عضلات ساعد با حرکات فشارآور تکراری، به‌ویژه درون‌گردانی رخ می‌دهد.
- نوار عصب-عضله ممکن است کاهش خفیف سرعت هدایت را نشان دهد.
- با وجود نزدیکی آناتومیک، این بیماران بیشتر دچار سندرم عصب میان‌استخوانی قدامی نمی‌شوند.
- محل‌های دیگر فشار بر عصب مدین شامل: رباط استروترز، لاسیترس فیبروزوس، قوس پروگزیمال FDS و علل نادر پس از جابه‌جایی زردپی برای ترمیم فلج رادیال است.
- تفاوت‌ها با سندرم تونل کارپال:
  - مثبت بودن نشانه تینل در ساعد به‌جای مچ
  - منفی بودن آزمون فالن
  - اختلال حس در مثلث کف‌دستی
  - درد در برابر مقاومت به درون‌گردانی
  - درد ساعد در برابر خم کردن جداگانه مفصل PIP انگشتان میانی و حلقه‌ای

در بیماران دچار فلج چهاراندام C5 یا فلج عصب زند زبرین (رادیال)، می‌توان زردپی این ماهیچه را به زردپی ماهیچه کوتاه بازکننده مچ به زند بالایی منتقل کرد تا بازکردن مچ بازگردانده شود.

## ریشه‌شناسی
واژه پروناتور از لاتین pronus به معنای «خم به جلو یا رو به زمین» گرفته شده و به عمل درون‌گردانی ساعد اشاره دارد. واژه لاتین teres به معنای «گرد یا استوانه‌ای‌شکل» است و به شکل ماهیچه اشاره دارد. ترجمه غیرمستقیم انگلیسی آن: «ماهیچه استوانه‌ای که ساعد (و کف دست) را رو به پایین می‌چرخاند».